# Свети Илия (Велмевци)
Вижте пояснителната страница за други значения на Свети Илия.
„Свети Пророк Илия“ (на македонска литературна норма: „Свети Илија“) е възрожденска църква в демирхисарското село Велмевци, Северна Македония. Църквата е част от Кичевското архиерейско наместничество на Дебърско-Кичевската епархия на Македонската православна църква – Охридска архиепископия.
Църквата е изградена в 1838 година. Иконостасът е изработен от Серафим от Тресонче в 1873/1874 година. От този период е и живописта, която покрива цялата вътрешност на църквата. Църквата е известна с това, че в нея в 1880 година е става клетвата на Демирхисарския заговор. В 1903 година в нея е обявено Илинденското въстание от Димитър Дечев, Йордан Пиперката, Христо Пасхов и поп Кузман Попдимитров.
Ктиторският надпис гласи:
| „ | Вослау стыѧ. единосущныѧ животворѧщїѧ и нераздѣлимыѧ. Трцы. Ѿца и сна, и Стаго Дха: Стыи храм стыи Пророка Илїѧ суградіса сосезуграфїѧ во лета 1874: егда же приде преѡсщенешго Митрополїта Ѡхритски гдиа Наѳанайла | “ |

- Стара снимка
- Общ изглед на вътрешността
- Стенописи на северната стена на наоса
- Иконостасът
- Изображение на Света Богородица
- Ктиторският надпис над входа на наоса с името на Натанаил Охридски